# Immerland
Das Naturschutzgebiet Immerland liegt auf dem Gebiet der Stadt Rosenfeld in Baden-Württemberg. Es wurde am 16. März 1982 vom Regierungspräsidium Tübingen durch Verordnung ausgewiesen.

## Lage
Das Naturschutzgebiet Immerland liegt etwa einen Kilometer südöstlich des Rosenfelder Stadtteils Leidringen im Naturraum Schwäbisches Keuper-Lias-Land. Es ist 2,0 Hektar groß und liegt auf einer Höhe von 600 bis 620 m ü. NHN auf der Grenze zwischen Sandsteinkeuper und Unterjura. Der Hang wird im Wesentlichen von der Psilonotenton- und Angulatenton-Formation des Unteren Juras aufgebaut.

## Schutzzweck
Der Schutzzweck ist laut der Schutzgebietsverordnung „die Erhaltung des Halbtrockenrasens, auf dem sich auf Grund der besonderen Wuchsbedingungen seltene und vom Aussterben bedrohte Pflanzen eingestellt haben.“

## Landschaftscharakter
Es handelt sich um einen etwa 20 Meter hohen Hang auf der rechten Talseite des Erlenbachs, der größtenteils von Kalk-Magerrasen und Flachland-Mähwiesen bedeckt ist.

## Flora und Fauna
Nennenswerte Pflanzenarten im Gebiet sind die Gelbe Sommerwurz und die Kahle Katzenminze. Im Gebiet brütet auch der Neuntöter.

## Zusammenhängende Schutzgebiete
Das Naturschutzgebiet ist Teil des FFH-Gebiets Neckartal zwischen Rottweil und Sulz.